# 베스키디산맥

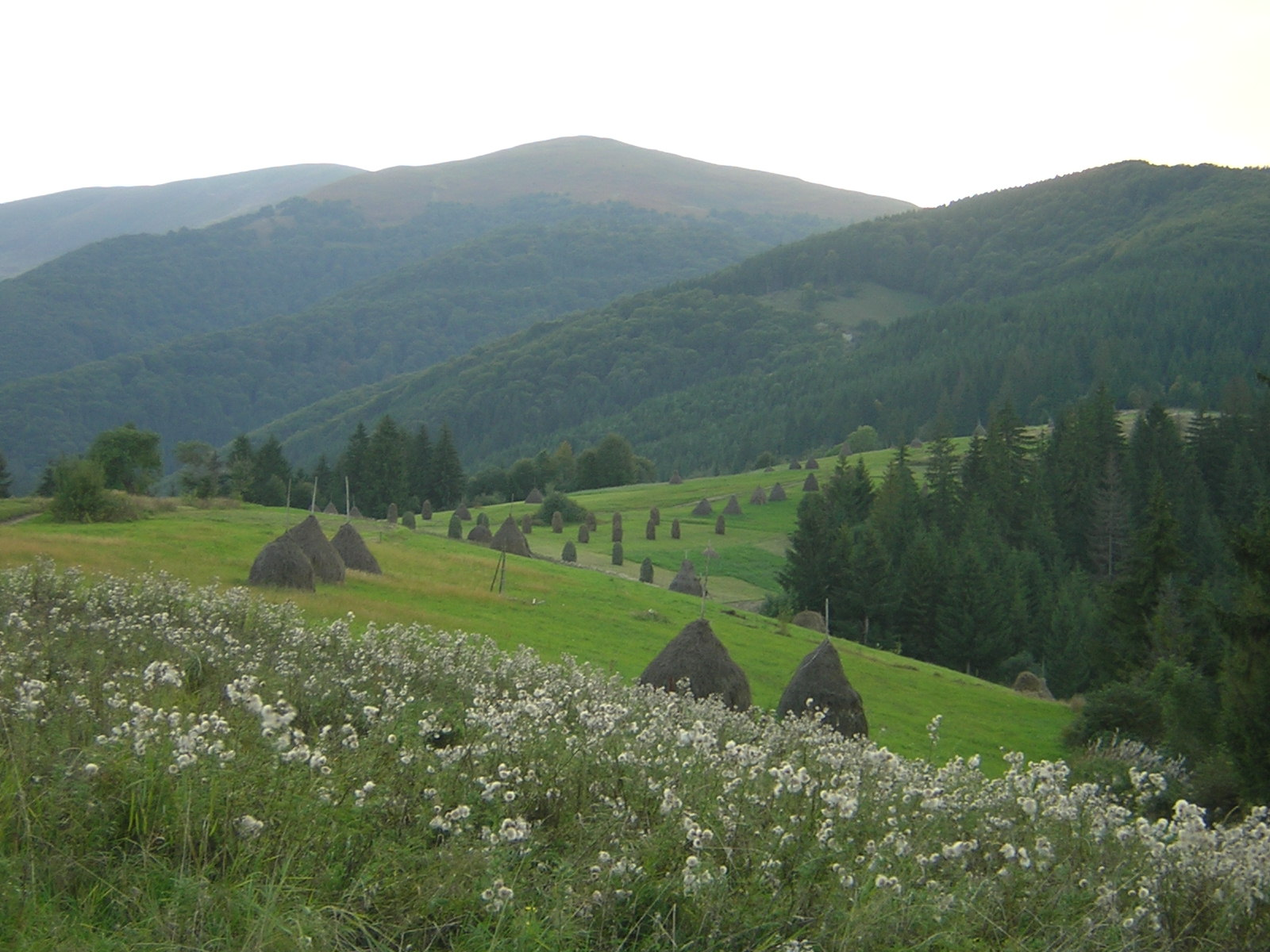
우크라이나 자카르파탸주에서 본 베스키디산맥의 모습

베스키디산맥(폴란드어: Beskidy, 체코어: Beskydy, 슬로바키아어: Beskydy, 루신어: Бескиды, 우크라이나어: Бескиди)은 폴란드, 체코, 슬로바키아, 우크라이나 사이에 걸쳐 있는 산맥이다.
카르파티아산맥의 서부에 위치한 산맥으로서 길이는 600km, 너비는 70km이다. 베스키디산맥에서 가장 높은 산은 우크라이나에서 가장 높은 산인 호베를라산(Hoverla)으로 높이는 2,061m이다. 북쪽으로는 폴란드 마워폴스카(소폴란드) 지방, 서쪽으로는 체코 동부에 위치한 모라바, 체코령 실레시아 지방, 남쪽으로는 슬로바키아 북부 지방, 동쪽으로는 우크라이나 자카르파탸 지방과 접하며 수데티산맥, 타트리산맥과의 경계를 형성한다.
풍부한 숲, 석탄으로 유명한 산맥으로서 과거에는 풍부한 철광석으로 널리 알려졌다. 목조 교회당 유적, 스키장을 비롯한 관광 자원으로 유명한 산맥이기도 하다.